# 白马乡 (易县)
白马乡，是中华人民共和国河北省保定市易县下辖的一个乡镇级行政单位。

## 行政区划
白马乡下辖以下地区：
中白马村、东白马村、西白马村、南白马村、北白马村、七里庄村、魏家坟村、瑞霞桥村、西张家庄村、盘神庙村、真武庙村、上白羊村、上黄蒿村、西白羊村、南白羊村、东白羊村、马家庄村和源泉村。